# John Michael Kosterlitz
John Michael Kosterlitz (Aberdeen, 22 giugno 1943) è un fisico britannico, Premio Nobel per la fisica nel 2016 assieme a David Thouless e Duncan Haldane “per le scoperte teoriche di transizioni di fase topologiche e fasi topologiche della materia”.
Fra i suoi contributi, di particolare rilevanza sono i lavori in merito alla transizione di Kosterlitz-Thouless.
È stato anche un noto arrampicatore e apritore di nuove vie, negli anni sessanta e settanta.